# Eugene Odum
Eugene Pleasants Odum (ur. 17 września 1913 w Newport, zm. 10 sierpnia 2002 w Athens) – amerykański ekolog. Zajmował się badaniem produkcyjności zespołów organizmów w ich naturalnych ekosystemach. Odum jest jednym z twórców nowoczesnych kierunków badawczych w ekologii, zwłaszcza ekologii zwierząt. Wywarł znaczny wpływ na rozwój ekologii jako nauki. Był profesorem University of Georgia w Athens. Jest autorem pierwszego (wielokrotnie wznawianego i uzupełnianego) podręcznika ekologii – Fundamental of Ecology („Podstawy ekologii”). Współautorami kolejnych wydań byli m.in. Howard T. Odum (brat) i Gary Barrett.
W 1987 roku Odum otrzymał – wraz z bratem, Howardem – Nagrodę Crafoorda w dziedzinie nauk biologicznych, przyznawaną przez Królewską Szwedzką Akademię Nauk. Jeden z wydziałów University of Georgia został nazwany na jego cześć.